# Telebasis divaricata
Telebasis divaricata – gatunek ważki z rodziny łątkowatych (Coenagrionidae).